# Discografia di Emma Muscat
La discografia di Emma Muscat, cantautrice, pianista e modella maltese, è costituita da un album in studio, due EP, quindici singoli e tredici video musicali (inclusi quelli come artista ospite), pubblicati dal 2018.

## Album in studio
| Anno | Titolo | Classifiche |
| Anno | Titolo | ITA         |
| ---- | --- | ----------- |
| 2018 | Moments Christmas Edition - Pubblicato: 7 dicembre 2018 - Etichetta: Warner Music Italy - Formati: CD, download digitale, streaming | 47          |

## Exended play
| Anno                                                         | Titolo | Classifiche |
| Anno                                                         | Titolo | ITA         |
| ------------------------------------------------------------ | --- | ----------- |
| 2018                                                         | Moments - Pubblicato: 4 dicembre 2018 - Etichetta: Warner Music Italy - Formati: CD, download digitale, streaming  | 3           |
| 2022                                                         | I Am Emma - Pubblicato: 13 maggio 2022 - Etichetta: Warner Music Italy - Formati: CD, download digitale, streaming | —           |
| "—" indica una pubblicazione non classificata in quel paese. | |             |

## Singoli

### Come artista principale
| Anno                                                         | Titolo                                        | Classifiche | Classifiche | Classifiche | Certificazioni | Unità      | Album di provenienza |
| Anno                                                         | Titolo                                        | MLT         | ITA         | SMR         | Certificazioni | Unità      | Album di provenienza |
| ------------------------------------------------------------ | --------------------------------------------- | ----------- | ----------- | ----------- | -------------- | ---------- | -------------------- |
| 2018                                                         | I Need Somebody                               | —           | —           | —           |                |            | Moments              |
| 2019                                                         | Avec moi (feat. Biondo)                       | —           | 81          | —           | /              |            |                      |
| 2019                                                         | Vicolo cieco                                  | —           | —           | —           | /              |            |                      |
| 2020                                                         | Sangria (feat. Astol)                         | 3           | 58          | —           | /              | - ITA: Oro | - ITA: 35 000+       |
| 2021                                                         | Meglio di sera (feat. Álvaro de Luna e Astol) | 3           | 55          | —           | /              | - ITA: Oro | - ITA: 35 000+       |
| 2021                                                         | Più di te                                     | —           | —           | 31          | /              |            |                      |
| 2022                                                         | I Am What I Am                                | 1           | —           | —           | I Am Emma      |            |                      |
| 2022                                                         | La stessa lingua (feat. Blas Cantó)           | —           | —           | —           | /              |            |                      |
| 2023                                                         | M.I.A (con Benny Benassi)                     | —           | —           | —           | /              |            |                      |
| 2024                                                         | Lacrime Moët                                  | —           | —           | —           | /              |            |                      |
| 2025                                                         | Tutto quello che ho                           | —           | —           | —           | /              |            |                      |
| 2025                                                         | Love & Desire (con Alex Guesta)               | —           | —           | —           | /              |            |                      |
| "—" indica una pubblicazione non classificata in quel paese. |                                               |             |             |             |                |            |                      |

### Come artista ospite
| Anno                                                         | Titolo                                         | Classifiche | Album di provenienza |
| Anno                                                         | Titolo                                         | ITA         | Album di provenienza |
| ------------------------------------------------------------ | ---------------------------------------------- | ----------- | -------------------- |
| 2018                                                         | Figurati noi (Shade feat. Emma Muscat)         | 41          | Truman               |
| 2019                                                         | Sigarette RMX (Junior Cally feat. Emma Muscat) | —           | /                    |
| 2022                                                         | Ciao (Twin Melody feat. Emma Muscat)           | —           | /                    |
| "—" indica una pubblicazione non classificata in quel paese. |                                                |             |                      |

## Video musicali
| Anno | Titolo              | Regista/i                                                  |
| ---- | ------------------- | ---------------------------------------------------------- |
| 2018 | I Need Somebody     | Fabio Tartaglia                                            |
| 2018 | Figurati noi        | Cristofer Stuppiello, Federico Santaiti e Nicholas Baldini |
| 2019 | Avec moi            | Mavericks Directors                                        |
| 2019 | Vicolo cieco        | Tia Silvestrini                                            |
| 2020 | Sangria             | Colin Azzopardi                                            |
| 2021 | Meglio di sera      | Steven Levi Vella                                          |
| 2021 | Più di te           | Daniele Barbiero                                           |
| 2022 | Ciao                | Norden Tachfint                                            |
| 2022 | I Am What I Am      | Maxime Alexandre                                           |
| 2022 | La stessa lingua    | Federico Santaiti                                          |
| 2023 | M.I.A               | Federico Santaiti                                          |
| 2024 | Lacrime Moët        | Federico Santaiti                                          |
| 2025 | Tutto quello che ho | Luke Bedford                                               |